# Dorbozy
Dorbozy – wieś w Polsce położona w województwie lubelskim, w powiecie biłgorajskim, w gminie Obsza.
W latach 1975–1998 miejscowość administracyjnie należała do województwa zamojskiego. 
Wieś jest sołectwem w gminie Obsza. Według Narodowego Spisu Powszechnego z roku 2011 wieś liczyła 188 mieszkańców i była najmniejszą co do liczby ludności miejscowością gminy.
Wierni Kościoła rzymskokatolickiego należą do parafii Wniebowzięcia Najświętszej Maryi Panny w Obszy.